# ماندي إيسلاكر

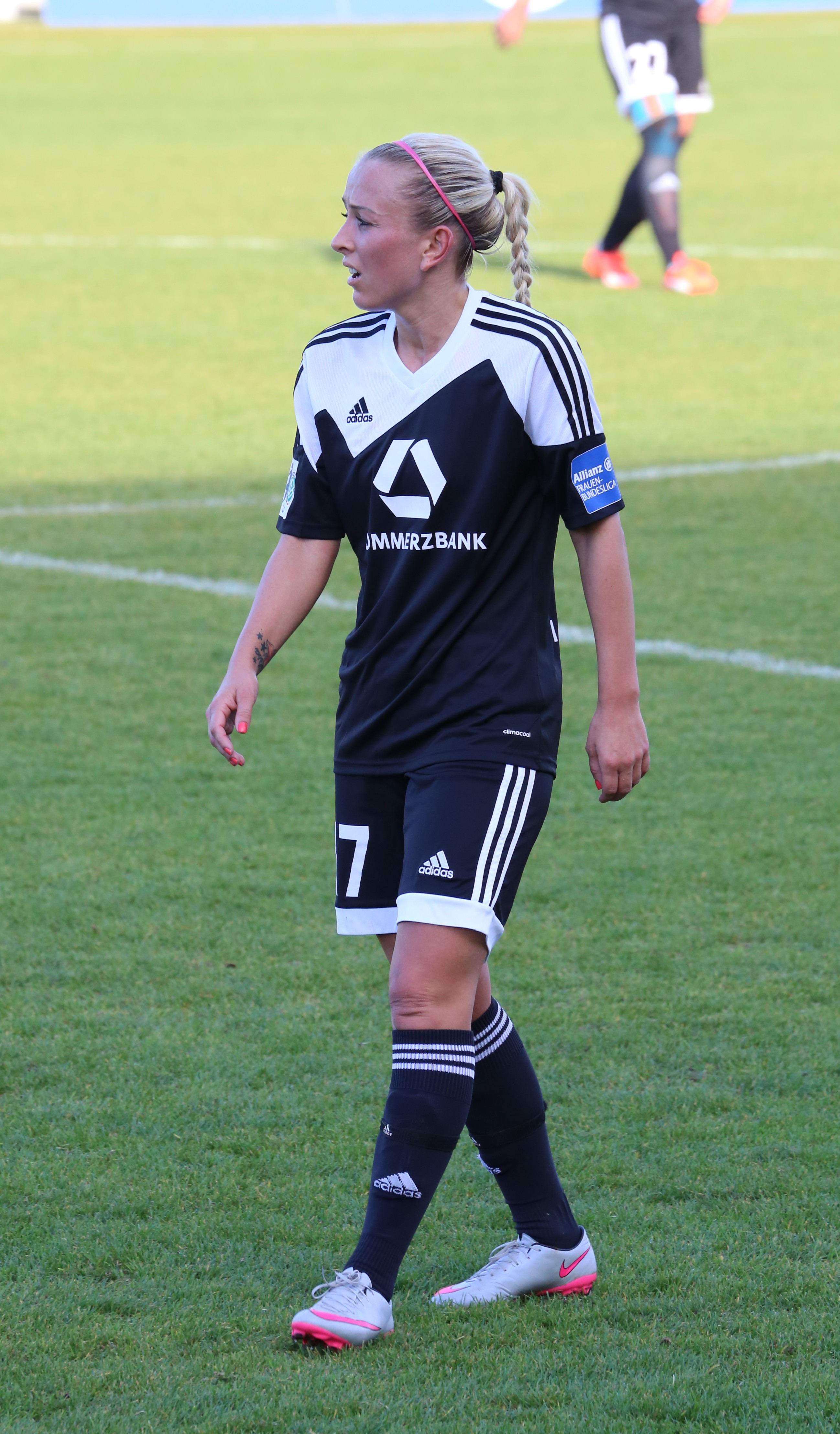
إيسلاكر عام 2015.

ماندي إيسلاكر (بالألمانية: Mandy Islacker)‏ (8 أغسطس 1988) لاعبة كرة قدم ألمانية تلعب حاليًا مع نادي إف إف سي فرانكفورت الألماني و‌المنتخب الألماني في مركز الهجوم.

## الألقاب والجوائز

### بايرن ميونخ
- الدوري الألماني: 2008–09

### إف إف سي فرانكفورت
- دوري أبطال أوروبا للسيدات: 2014–15

## روابط خارجية
- ماندي إيسلاكر على موقع الاتحاد الدولي (مؤرشف)  (الإنجليزية)
- ماندي إيسلاكر على موقع الاتحاد الأوربي (الإنجليزية)
- ماندي إيسلاكر على موقع قاعدة بيانات كرة القدم.إي يو (الإنجليزية)
- ماندي إيسلاكر على موقع Soccerway.com (الإنجليزية)
- ماندي إيسلاكر على موقع عالم كرة القدم.نت (الإنجليزية)
- ماندي إيسلاكر على موقع كووورة
- ماندي إيسلاكر على موقع أوليمبيديا (الإنجليزية)
- ماندي إيسلاكر على موقع اللجنة الأولمبية الألمانية (الألمانية)